# Clube das 300 vitórias

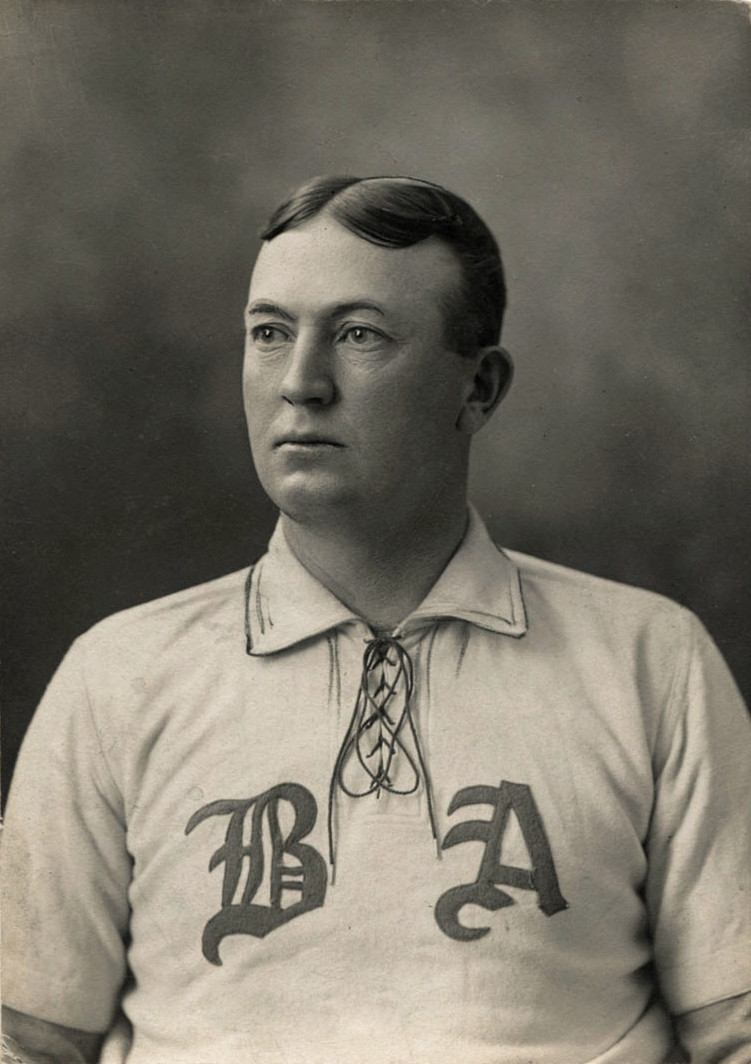
Cy Young é o líder em todos os tempos em vitórias.

Na Major League Baseball, o Clube das 300 vitórias é um grupo de arremessadores que conseguiram 300  vitórias ou mais. Vinte e quatro arremessadores atingiram a marca. No início da história do beisebol profissional, muitas regras favoreciam o arremessador em detrimento do rebatedor; a distância do montinho até o home plate era mais curta do que hoje em dia e aos arremessadores era permitido o uso de substâncias estranhas para alterar a direção da bola. O primeiro jogador a vencer 300 jogos foi Pud Galvin em 1888. Sete arremessadores estabeleceram todas ou a maioria de suas vitórias na carreira durante o século XIX: Galvin, Cy Young, Kid Nichols, Tim Keefe, John Clarkson, Charley Radbourn e Mickey Welch. Mais quatro arremessadores se juntaram ao clube no primeiro quarto do século XX: Christy Mathewson, Walter Johnson, Eddie Plank e Grover Cleveland Alexander. Young é o líder geral com 511 vitórias, uma marca considerada inquebrável. Se um arremessador dos dias atuais vencesse 20 jogos por temporada durante 25 temporadas, ainda estaria distante do total de Young por 11 jogos.
Apenas três arremessadores, Lefty Grove, Warren Spahn e Early Wynn se juntaram ao clube das 300 vitórias entre 1924 e 1982, o que pode ser explicado por um número de fatores: a abolição da chamada spitball (um arremesso ilegal em que a bola é alterada com o uso de saliva, algum tipo de óleo mineral ou outra substância estranha, o serviço militar na Segunda Guerra Mundial como Bob Feller's, e a importância crescente do home run no jogo. Como o home run se tornou lugar comum, as exigências mentais e físicas dos arremessadores aumentaram dramaticamente, o que levou ao uso da rotação de início com quatro homens. Entre 1982 e  1990, o clube das 300 vitórias ganhou seis membros: Gaylord Perry, Phil Niekro, Steve Carlton, Nolan Ryan, Don Sutton e Tom Seaver. Estes arremessadores se beneficiaram do aumento do uso dos especialistas relief pitchers, uma zona de strike expandida e novos estádios, incluindo Shea Stadium, Dodger Stadium e o Astrodome, que eram considerados "parques dos arremessadores", pois costumavam arremessar melhor nestes estádios, se beneficiando de algumas características destes parques. Além disso, a sofisticação dos métodos de treinamento e da medicina esportiva, permitindo aos jogadores manter um alto nível competitivo por mais tempo. Randy Johnson, por exemplo, ganhou mais jogos quando tinha 40 anos ou mais do que quando tinha 20 anos.
Desde 1990, apenas quatro arremessadores se juntaram ao clube das 300 vitórias: Roger Clemens, Greg Maddux, Tom Glavine e Johnson. Mudanças no jogo na última década do século XX dificultaram o alcance da marca de 300 vitórias na carreira A rotação de início de partida de quatro arremessadores cedeu lugar para a rotação de cinco homens, o que dá poucas chances para os arremessadores de início de partida coletar vitórias. Nenhum arremessador atingiu 20 vitórias (em uma ano sem greve) pela primeira vez em 2006; isto se repetiu em 2009.
Conseguir 300 vitórias na carreira tem sido uma garantia para entrada no Baseball Hall of Fame. Todos os arremessadores com 300 vitórias foram eleitos para o Hall of Fame exceto por Clemens, que recebeu metade dos votos totais necessários para a inclusão em sua primeira votação em 2013 e perdeu votos na eleição de 2014. A futura eleição de Clemens é vista como incerta devido suas ligações com uso de substâncias ilícitas para aumento de performance. Para ser elegível para o Hall of Fame, um jogador deve estar aposentado a pelo menos cinco temporadas ou falecido a seis meses e ter jogado ao menos 10 temporadas, Muitos observadores esperam que o clube ganhe poucos ou nenhum novo membro em um futuro previsível. Dos jogadores ativos, Bartolo Colon (218 vitórias), Mark Buehrle (214 vitórias) e CC Sabathia (214 vitórias) são os mais próximos da marca. Dez membros do clube das 300 vitórias são também membros do clube dos 3.000 strikeouts.

## Membros

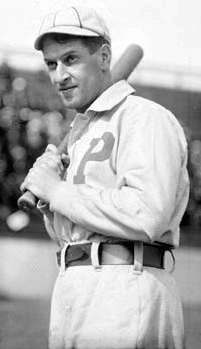
Kid Nichols foi o mais jovem arremessador a obter 300 vitórias; atingindo o feito aos 30 anos de idade.

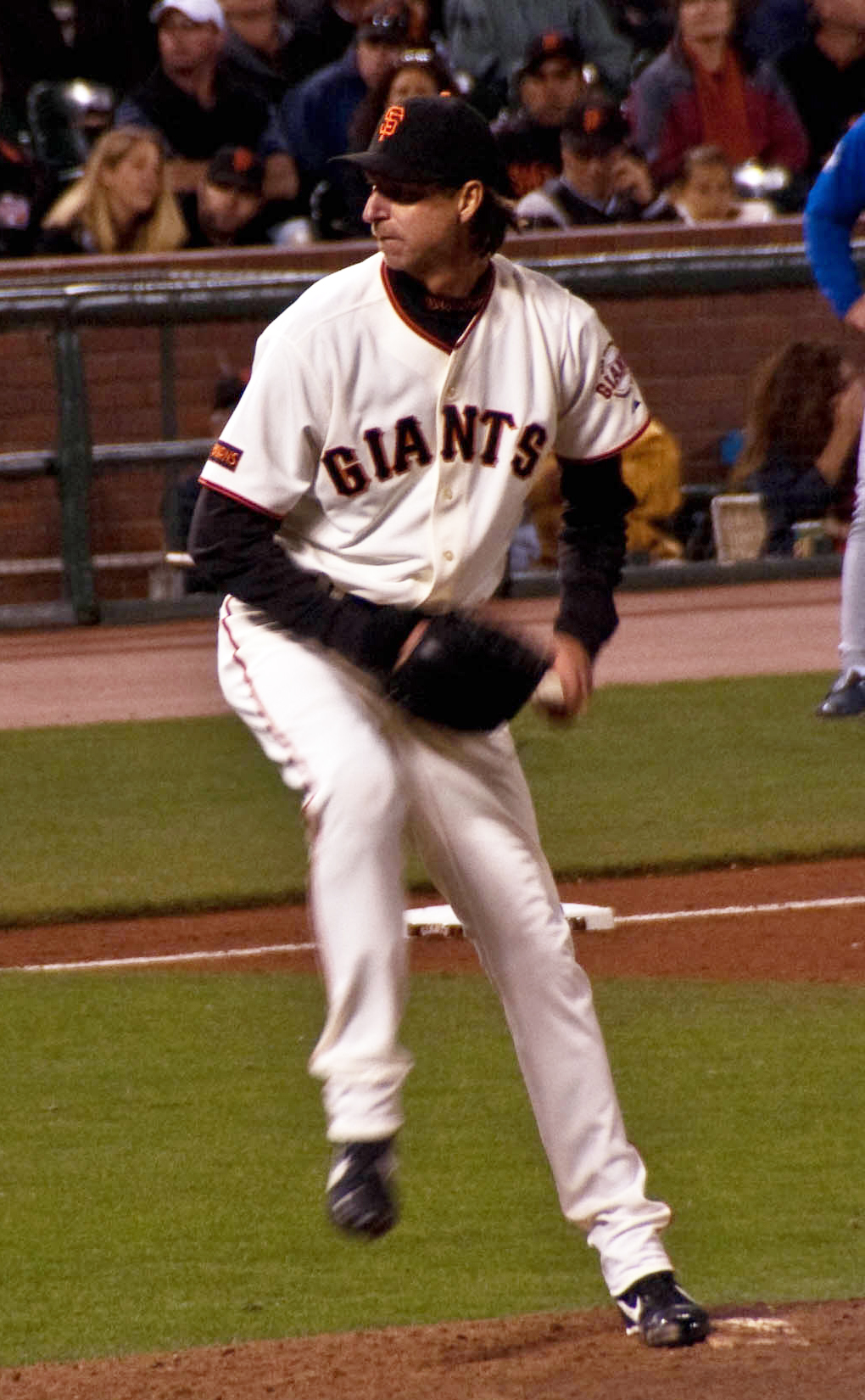
Randy Johnson é o mais recente membro do clube das 300 vitórias.

| Arremessador | Nome do arremessador                                           |
| Vitórias     | Vitórias na carreira                                           |
| Data         | Data da 300ª vitória                                           |
| Time         | O time em que o arremessador jogava quando de sua 300ª vitória |
| Temporadas   | As temporadas em que o jogador atuou nas grandes ligas         |
| †            | Eleito para o Baseball Hall of Fame                            |

| Arremessador                | Vitórias | Data                   | Time                  | Temporadas      | Ref    |
| --------------------------- | -------- | ---------------------- | --------------------- | --------------- | ------ |
| Cy Young†                   | 511      | 12 de Julho de 1901    | Boston Americans      | 1890–1911       | [ 23 ] |
| Walter Johnson†             | 417      | 14 de Maio de 1920     | Washington Senators   | 1907–1927       | [ 24 ] |
| Grover Cleveland Alexander† | 373      | 20 de Setembro de 1924 | Chicago Cubs          | 1911–1930       | [ 25 ] |
| Christy Mathewson†          | 373      | 13 de Junho de 1912    | New York Giants       | 1900–1916       | [ 26 ] |
| Pud Galvin†                 | 365      | 4 de Setembro de 1888  | Pittsburgh Alleghenys | 1875–1892       | [ 27 ] |
| Warren Spahn†               | 363      | 11 de Agosto de 1961   | Milwaukee Braves      | 1942–1965       | [ 28 ] |
| Kid Nichols†                | 361      | 7 de Julho de 1900     | Boston Beaneaters     | 1890–1906       | [ 29 ] |
| Greg Maddux†                | 355      | 7 de Agosto de 2004    | Chicago Cubs          | 1986–2008       | [ 30 ] |
| Roger Clemens               | 354      | 13 de Junho de 2003    | New York Yankees      | 1984–2007       | [ 31 ] |
| Tim Keefe†                  | 342      | 4 de Junho de 1890     | New York Giants (PL)  | 1880–1893       | [ 32 ] |
| Steve Carlton†              | 329      | 23 de Setembro de 1983 | Philadelphia Phillies | 1965–1988       | [ 33 ] |
| John Clarkson†              | 328      | 21 de Setembro de 1892 | Cleveland Spiders     | 1882–1894       | [ 34 ] |
| Eddie Plank†                | 326      | 11 de Setembro de 1915 | St. Louis Terriers    | 1901–1917       | [ 35 ] |
| Nolan Ryan†                 | 324      | 31 de Julho de 1990    | Texas Rangers         | 1966, 1968–1993 | [ 36 ] |
| Don Sutton†                 | 324      | 18 de Junho de 1986    | California Angels     | 1966–1988       | [ 37 ] |
| Phil Niekro†                | 318      | 6 de Outubro de 1985   | New York Yankees      | 1964–1987       | [ 38 ] |
| Gaylord Perry†              | 314      | 6 de Maio de 1982      | Seattle Mariners      | 1962–1983       | [ 39 ] |
| Tom Seaver†                 | 311      | 4 de Agosto de 1985    | Chicago White Sox     | 1967–1986       | [ 40 ] |
| Charles Radbourn†           | 309      | 2 de Junho de 1891     | Cincinnati Reds       | 1880–1891       | [ 41 ] |
| Mickey Welch†               | 307      | 28 de Julho de 1890    | New York Giants       | 1880–1892       | [ 42 ] |
| Tom Glavine†                | 305      | 5 de Agosto de 2007    | New York Mets         | 1987–2008       | [ 43 ] |
| Randy Johnson†              | 303      | 4 de Junho de 2009     | San Francisco Giants  | 1988–2009       | [ 44 ] |
| Early Wynn†                 | 300      | 13 de Julho de 1963    | Cleveland Indians     | 1939–1963       | [ 45 ] |
| Lefty Grove†                | 300      | 26 de Julho de 1941    | Boston Red Sox        | 1925–1941       | [ 46 ] |